# Duga
Duga ou Tuga, também grafado Thugga ou Dougga (em árabe: دقة), foi uma cidade romana situada 117 km a sudoeste de Tunes, na Tunísia. Pensa-se que foi fundada no século V a.C. Passou a ser uma cidade romana quanto Júlio César anexou parte do Norte de África ao Império Romano, em 46 a.C.. A cidade e os seus templos perderam a importância com a chegada do cristianismo. É a cidade africana com maior quantidade de templos.